# 长野综合车辆中心
長野綜合車輛中心（日语：長野総合車両センター）是位於長野縣長野市西和田2丁目的東日本旅客鐵道（JR東日本）长野分公司的車輛基地和車輛工廠，它位於北長野站附近。

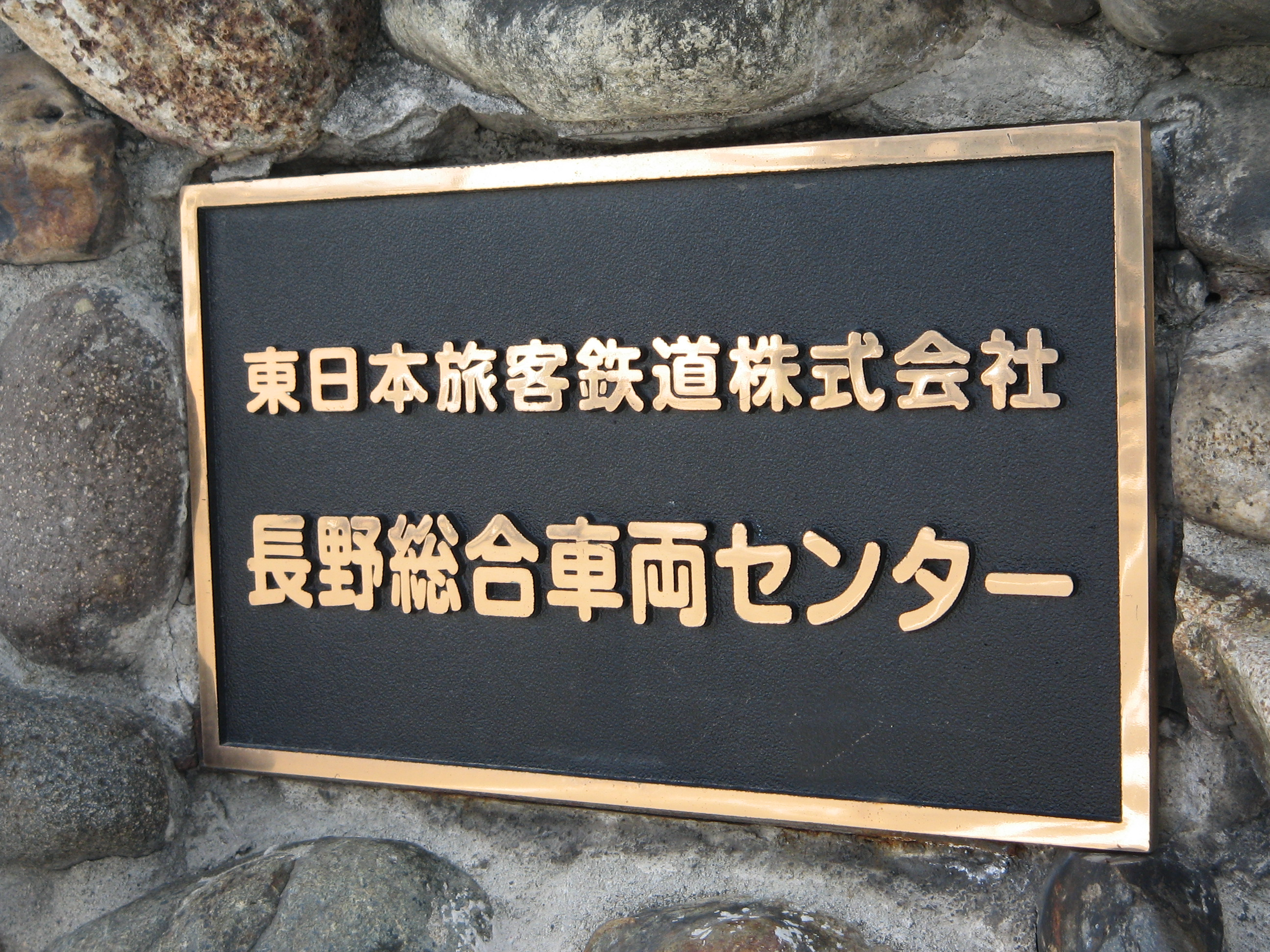
长野综合机车车辆基地的标牌